# Dichromopsyche cassualalla
Dichromopsyche cassualalla är en fjärilsart som beskrevs av Bethune-Baker 1911. Dichromopsyche cassualalla ingår i släktet Dichromopsyche och familjen säckspinnare. Inga underarter finns listade i Catalogue of Life.